# عبيد الله المجيريشي
عبيد الله بن عالي المجيريشي الهذلي شاعر نبطي وفصحى سعودي ومن شعراء فن المحاورة الشعري والنضم. شارك في العديد من المناسبات الشعرية وله باع طويل في الشعر منذ اكثر من 46 سنه. لاقى عدد الشعراء مثل مستور العصيمي وجار الله السواط ومحمد بن تويم وهلال السيالي. حضر في برنامج شاعر المعنى التلفزيوني عام 2011 وأبلى فيه بلاء حسنا.

## عنه
هو عبيد الله بن عالي ينتسب الى قبيلة المجاريش من السراونة من ال زهير من قبيلة هذيل. ولد في وادي نعمان في أواخر عام 1379 هـ / 1960 م وعاش وترعرع في وادي المجاريش شرق مكة المكرمة. في بيئة مشجعه على الشعر. تلقى دراسته في مكة المكرمة وأكمل تعليمه في جامعة الملك عبد العزيز في جدة وحصل على شهادة بكالوريوس في الدراسات الإسلامية. ثم عمل مبكرا في القطاع الخاص ثم عمل في قطاع الدفاع المدني. وبدا حبه وولعه بالشعر يظهر منذ طفولته حيث انه بدا بقول الشعر بعمر الثانية عشر. وكان والده شاعرا وتأثر بها. ازداد شغفه بالشعر وتحديدا شعر المحاورة عام 1395 هـ في أيام الشاعر عبد الله المسعودي.

## لقاءات تلفزيونية وتكريمات
- تكريم الشاعر عبيدالله المجيريشي من قبل الشيخ فهد المعطاني بحفل مسابقة شاعر الحجاز
- قدم الشيخ محمد بن سالم الحساني مسدساً تكريمياً للشاعر عبيدالله المجيريشي
- عبيدالله المجيريشي في استقبال حاتم هذيل لقاء مع برنامج معاني على قناة شهامة الفضائية عام 2018.[2]
- لقاء مع قناه توثيق الإعلامية عام 2018.[3]

## مختارات من شعره
ومن اشعاره القديمة.
من اشعار عبيد الله المجيريشي:
في إحدى المحاورات الشعرية التي جمعت بين عبيد الله المجيريشي وحبيب العازمي.
حبيب العازمي
رد عبيد الله المجيريشي: